# ホリー・マンゴールド

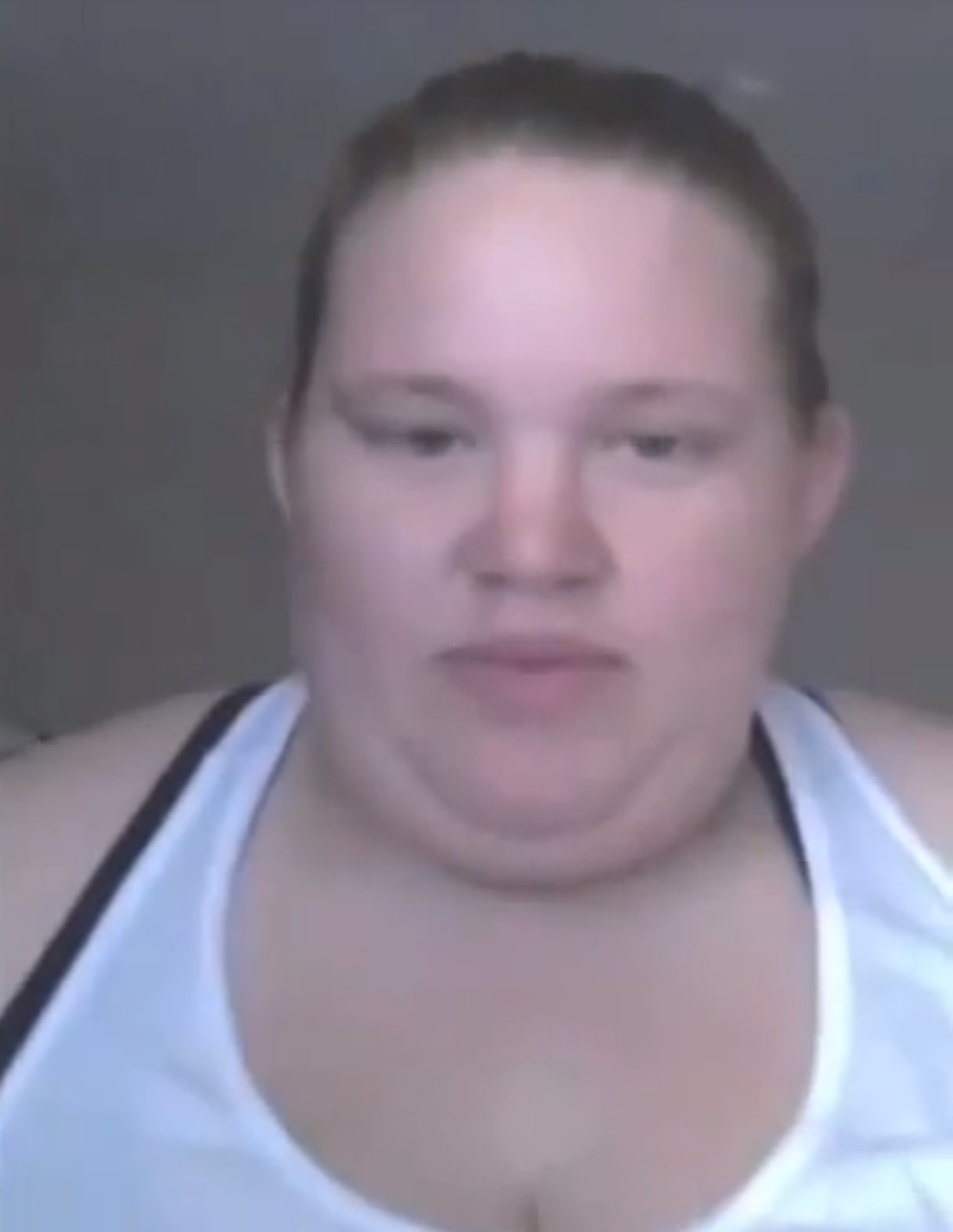
2013年のホリー・マンゴールド

ホリー・マンゴールド（Holley Mangold 1989年12月22日- ）はアメリカ合衆国オハイオ州デイトン出身の女子重量挙げ選手。身長173cm、体重170kg。兄はNFLのニューヨーク・ジェッツに所属するニック・マンゴールド。

## 略歴
高校時代はアメリカンフットボールを行い、オフェンシブラインマンを務めた。オハイオ州の女子校、アースリン・カレッジに陸上競技で奨学金をもらい入学、重量挙げを始めた。2010年より重量挙げに専念するため、カレッジを休学している。
2012年3月4日に行われたロンドンオリンピックの代表選考会で。スナッチで110㎏、クリーン&ジャークで145kgをあげてアメリカ合衆国代表に選ばれた。
オリンピックとNFLのトレーニングキャンプの時期が重なっており、兄のニックは本人が希望すればキャンプを欠席することも認める配慮が受けられるが、チームにとって大事な時期であることからロンドンへは応援に行かないと話していたが、レックス・ライアンヘッドコーチやチームメートの説得により、ロンドンで妹を応援した。腱を断裂してコルチゾンを打ちながら出場した彼女は14人中10位に終わった。